# 中华人民共和国国家通用语言文字法
《中华人民共和国国家通用语言文字法》是中华人民共和国第一部关于语言文字的专门法律。此法律于2000年10月31日，第九届全国人民代表大会常务委员会第十八次会议通过，自2001年1月1日起施行。这部法律确立了普通话和规范汉字為“国家通用语言文字”的法定地位。

## 外部連結
- （简体中文）中华人民共和国国家通用语言文字法（页面存档备份，存于）（教育部门户网站（页面存档备份，存于））